# Metriopelia
Metriopelia Bonaparte, 1855 è un genere di uccelli della famiglia Columbidae.

## Tassonomia
Comprende le seguenti specie:
- Metriopelia ceciliae (Lesson, 1845) - tortorina faccianuda
- Metriopelia morenoi (Sharpe, 1902) - tortorina occhinudi
- Metriopelia melanoptera (Molina, 1782) - tortorina alinere
- Metriopelia aymara (Prévost, 1840) - tortorina macchiedorate